# 会津屋
会津屋（あいづや）は、日本の大阪市西成区玉出に本店を置く食品会社、飲食店。1935年にたこ焼きを開発したことで知られる。

## 概要
創業者の遠藤留吉が1933年（昭和8年）に、こんにゃくを入れていたラジオ焼きを改良し、醤油味の牛肉を入れ肉焼きとして販売。その後1935年（昭和10年）、明石焼がタコ・鶏卵を入れていたことに影響を受けてタコ・鶏卵を入れるようになり、名称も初めてたこ焼きと名付けた。
会津屋では粉に味をつけ、ソースなどをかけないで食べる。たこ焼きが広まっていくうちに味に変化をつけたいと思った人たちが、当時高級だったソースやマヨネーズなどを付けるようになったものと見られる。
『美味しんぼ』にも掲載されたこともあり、TVなどマスコミでたびたび紹介され、フジテレビのスペシャルドラマ『新美味しんぼ PART2』にも登場したことがある。
2025年現在、大阪・東京・愛知に12店舗を展開、インターネットによる通販も行っている。

## 沿革
- 1907年（明治40年） - 初代遠藤留吉、福島県会津坂下町に生まれる。
- 1933年（昭和8年） - ラヂオ焼きの屋台を、大阪市生野区今里で始める。
- 1935年（昭和10年） - たこ焼きを開発。
- 1936年（昭和11年） - 赤幕に白地で染め抜いた「たこ焼き」の文字ののれんが完成。
- 1949年（昭和24年） - 大阪市西成区天下茶屋に店を構える。
- 1965年（昭和40年） - 遠藤吉蔵が会津屋2代目就任。
- 1993年（平成5年） - 現在の本店である大阪市西成区玉出に移転。
- 1997年（平成9年） - 遠藤勝が会津屋3代目就任。
- 2005年（平成17年） - ラヂオ焼き、70年ぶりに復活。
- 2006年（平成18年） - 贈答品用の冷凍たこ焼き販売開始。

## 店舗所在地
- 本店 - 大阪市西成区玉出西2-3-1
- 梅田HEP NAVIO店 - 大阪市北区角田町7-10 HEP NAVIO1階
- ナンバ店 - 大阪市中央区難波5丁目 ナンバなんなん内
- なんばウォーク店 - 大阪市中央区千日前1丁目なんばウォーク5-8号
- ユニバーサル・シティーウォーク店 - 大阪市此花区島屋6-2-61-411 ユニバーサル・シティウォーク大阪4F（大阪たこ焼きミュージアム）
- 天保山店 - 大阪市港区海岸通1-1-10 天保山マーケットプレース内
- ららぽーとEXPOCITY店 - 大阪府吹田市千里万博公園2-1 ららぽーとEXPOCITY3F
- お台場店 - 東京都港区台場1-6-1 デックス東京ビーチ4F（お台場たこ焼きミュージアム）
- 天下茶屋店 - 大阪市西成区岸里1-1-9 ショップ南海天下茶屋内
- 天王寺Mio店 - 大阪市天王寺区悲田院町10-48天王寺ミオプラザ館内
- ららぽーと安城店　愛知県安城市大東町9-30　ららぽーと安城3F

## 閉店店舗
- 淀屋橋店 - 大阪府大阪市中央区北浜3-1-29 ネクストワン淀屋橋B1F
- 針中野店 - 大阪市東住吉区東田辺3-27-21、留吉の長女が運営していた[3]
- エビスタ西宮店 - 兵庫県西宮市田中町1-6 エビスタ西宮１F Street Kitchen内
- アステ川西店 - 兵庫県川西市栄町25-1 アステ川西B1F
- 旧本店 - 大阪市西成区橘1丁目3-8[4]
- 中央卸売市場店